# Helmut Werner (Chemiker)
Helmut Werner (* 19. April 1934 in Mühlhausen/Thüringen) ist ein deutscher Chemiker.

## Biografie
Helmut Werner studierte ab 1952 an der Friedrich-Schiller-Universität Jena Chemie mit dem Diplom 1958 bei Franz Hein. Werner wollte auch bei Hein promovieren, was ihm wegen nichtsozialistischen Verhaltens verwehrt wurde. Er ging 1958 in den Westen, weswegen er in der DDR lange mit einer Einreisesperre belegt war und erst 1969 wieder zu Vorträgen eingeladen wurde. Er wurde 1961 an der TU München bei dem späteren Nobelpreisträger Ernst Otto Fischer in Anorganischer Chemie promoviert (Zur Reaktivität von Carbonylverbindungen des Nickels und Palladiums gegenüber cyclischen Diolefinen) und war 1962/63 als Post-Doktorand am Caltech in den USA. 1966 habilitierte er sich an der TU München (Habilitationsschrift: Kinetische und mechanistische Untersuchungen über Substitutionsreaktionen an Neutralkomplexen) und war danach Privatdozent. 1968 wurde er Assistenzprofessor und ab dem Sommersemester 1970 ordentlicher Professor für Anorganische Chemie an der Universität Zürich (wo er auch Mitglied des Senats und Doktorvater von Wolfgang Kläui war). Einen Ruf als Direktor des Eberhard-Zintl-Instituts der TH Darmstadt als Nachfolger von Hans Wolfgang Kohlschütter lehnte er 1969 ab. Seit dem 1. Oktober 1975 war er als Nachfolger von Hubert Schmidbaur Professor und Mitvorstand des Instituts für Anorganische Chemie an der Julius-Maximilians-Universität Würzburg. 2002 wurde er emeritiert.
Er war Gastprofessor an der Universität Cambridge (1983), der Päpstlichen Katholischen Universität von Chile (1984), der Universität Saragossa und am CNRS Forschungsinstitut in Toulouse (1989).
Nach der Wende und friedlichen Revolution in der DDR übernahm er die Evaluierung der Chemie an der Universität Jena.

## Werk
Werner befasst sich mit metallorganischer Chemie und Komplexchemie, insbesondere Komplexe mit den elektronenreichen Übergangsmetallen Ruthenium, Osmium, Rhodium, Iridium. Weiter befasst er sich mit der Rolle von Metallen bei der Fixierung instabiler Verbindungen  und der Aktivierung von Kohlenwasserstoffen mit elektronenreichen Metallen und deren Verwendung in der organischen Synthese. Er war 1990 bis 2001 Sprecher des Sonderforschungsbereichs 347 Selektive Reaktionen Metall-aktivierter Moleküle.  In Zusammenarbeit mit der Industrie entwickelte er neue Katalysatoren z. B. für die Olefin-Metathese. Er befasst sich auch mit der Geschichte der Chemie und hat ein Buch über die Geschichte der anorganischen Chemie in Deutschland veröffentlicht.
Er synthetisierte den ersten Borazol-Übergangsmetall-Komplex und das erste Beispiel eines Tripeldecker-Sandwichkomplexes, die ersten metall-basischen Halbsandwichverbindungen und homologe Reihen quadratisch-planarer Metallcumulene. Außerdem entdeckte er eine neue Klasse von Phosphan-, Arsan- und Stibankomplexen der Form {\displaystyle ER_{3}}, wobei E für Phosphor, Arsen oder Antimon steht und R für Alkyl- oder Arylreste.

## Mitgliedschaften und Ehrungen
1972 war er Fellow des British Council und 1987 war er Pacific Westcoast Inorganic Lecturer. 1988 erhielt er den Alfred-Stock-Gedächtnispreis, 1994 die  Centenary Medal und Lectureship der Royal Society of Chemistry, 1994 den Max-Planck-Forschungspreis und 1995 den spanischen J. C. Mutis Preis. 1995 war er Paolo Chini Lecturer der italienischen chemischen Gesellschaft und 2004 Gordon Stone Lecturer. 1992 war er Fellow der Japan Society for the Promotion of Science und 1987 Fellow der Royal Society of Chemistry. Zu seinem 65. Geburtstag 1999 veranstaltet die Gesellschaft Deutscher Chemiker ein Festkolloquium in Würzburg. Er ist mehrfacher Ehrendoktor (Jena, Zaragoza). Er ist Mitglied der Deutschen Akademie der Naturforscher Leopoldina. und gewähltes Mitglied der New York Academy of Sciences.
Zu seinen Doktoranden gehörte Albrecht Salzer. Weitere Schüler sind Wolfgang Kläui (der sich bei ihm habilitierte), Mario Scotti (Katholische Universität Santiago de Chile), Marcel Schlaf (Universität Guelph), Thomas Braun (Humboldt-Universität Berlin). Zu seinen Habilitanden zählen außerdem Jörg Sundermeyer (Universität Marburg), Lutz Gade (Universität Heidelberg), Martin Bröring (TU Braunschweig).

## Schriften
- Landmarks in Organo-Transition Metal Chemistry: a personal view, Springer 2009
- Herausgeber mit Axel Griesbeck: Selective reactions of metal-activated molecules : proceedings of the symposium held in Würzburg, September 18-20, 1991, Vieweg 1992
- Herausgeber mit Jörg Sundermeyer: Stereoselective reactions of metal activated molecules : proceedings of the second symposium held in Würzburg, September 21 - 23, 1994, Vieweg 1995
- Herausgeber: Selective reactions of metal-activated molecules : proceedings of the third symposium held in Würzburg, September 17 - 19, 1997, Vieweg 1998
- Herausgeber mit Gerhard Erker: Organometallics in organic synthesis 2: aspects of a modern interdisciplinary field, Springer 1989 (Symposium Würzburg 1988)
- mit Ernst Otto Fischer: Metall-π-Komplexe mit di- und oligoolefinischen Liganden, Verlag Chemie 1963 (auch ins Englische (Metal [pi]-complexes, Elsevier 1966) und Russische übersetzt mit Erweiterungen)
- Geschichte der anorganischen Chemie. Die Entwicklung einer Wissenschaft in Deutschland von Döbereiner bis heute, Wiley-VCH 2017 (auf S. 500 auch zu Werner selbst)